# Бразильское агентство разведки
Бразильское агентство разведки (порт. Agência Brasileira de Inteligência; ABIN) — ведущая спецслужба Бразилии, осуществляющая координацию разведывательной и контрразведывательной деятельности; является центральным органом бразильской системы разведки (Sistema Brasileiro de Inteligência, SISBIN).

## История

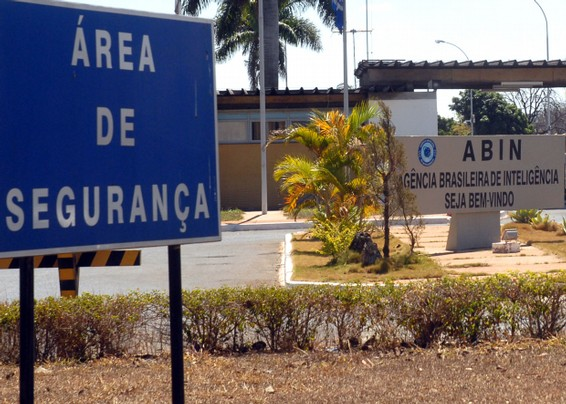
Главный офис ABIN.

Разведывательная деятельность в Бразилии началась при президенте Вашингтон Луисе, который создал в 1927 Национальный совет обороны (Conselho de Defesa Nacional). Целью организации было сбор и анализ стратегической информации в интересах исполнительной власти. Эти же функции осуществляли созданная в 1946 Федеральная служба информации и контрразведки (Serviço Federal de Informações e Contra-Informações, SFICI) и появившийся в 1959 Совет координации информации (Junta Coordenadora de Informações, JCI).
Реорганизация спецслужб в 1964 при президенте Кастелу Бранку привела к созданию Национальной разведывательной службы (Serviço Nacional de Informações, SNI). Задачи и компетенция SNI были значительно расширены, и, кроме выполнения роли политической полиции, служба также координировала деятельность трёх военных разведок: армейского разведывательного центра (Centro de Informações do Exército, CIE), разведывательного центра ВВС (Centro de Informações da Aeronáutica, CIA) и морского разведывательного центра (Centro de Informações de Marinha, Cenimar). Все эти организации имели в своём составе так называемые центры внутренних операций (Departamento de Operações Internas — Centro de Operações de Defesa Interna, DOI-CODI), которые считаются ответственными за преследования и убийства диссидентов в годы правления военных диктаторов. В частности, они принимали активное участие в печально известной операции «Кондор». Параллельно действовала гражданская политическая полиция — Департамент политического и социального порядка (Departamento de Ordem Política e Social, DOPS).
В 1990 пришедший к власти президент Колора де Мелу распустил SNI, переименовав её в гражданскую спецслужбу — Секретариат стратегических вопросов (Secretaria de Assuntos Estratégicos, SAE). В 1991 были распущены три военных спецслужбы — CIE, CIA и Cenimar.
Однако уже спустя несколько лет стало ясно, что SAE так и не превратилась в гражданскую структуру. В результате в 1995 президент Кардозу назначил шефом SAE дипломата Рональдо Мота Сарденберга (ранее он был послом в Москве, а потом представлял Бразилию в ООН). Одновременно Кардозу объявил о создании Agência Brasileira de Inteligência (ABIN). В 1997 году в парламент был направлен закон, регулирующий деятельность ABIN. В 1999 году этот закон был наконец принят.
Вскоре, в 2000, разразился скандал, связанный с назначением на один из ключевых постов в ABIN Карлуша Альберту дель Менеззи (Carlos Alberto del Menezzi), который имел отношение к избиениям и пыткам электрическим током похищенных агентами SNI гражданских лиц. В результате директор ABIN полковник Ариэл ди Кунту был отправлен в отставку, а на его место была назначена Мариза Альмейда Дель`Изола и Диниш — первая в истории Латинской Америки женщина, возглавившая спецслужбу.
В сентябре 2008 года стало известно о причастности ABIN к прослушиванию телефонных разговоров ведущих руководящих лиц Бразилии, в том числе глав обеих палат Сената и Верховного Суда. В результате президентом Силва был уволен директор ABIN Паулу Ласерда.
Таким образом, правительство Бразилии последовательно принимает ряд мер по снижению влияния вооруженных сил и связанных с ним спецслужб на внутреннюю политику страны, что позволяет переместить вектор их интересов от управления внутренних разногласий к сосредоточению на внешних угрозах и поддержки демократии в стране.
Декларируется, что «ABIN является органом государства, а не органом правительства, так как Бразильское государство является постоянным, а правительства — преходящие. ABIN не имеет никаких связей с политическими партиями. Он является абсолютно деполитизированным инструментом государства, направленные на защиту бразильского общества. Его идеологическая приверженность только и исключительно с демократией».

## Компетенция
Как центральный орган бразильской системы разведки, ABIN отвечает за планирование, проведение, координацию, надзор и контроль разведывательной деятельности страны; соблюдение политики и директив, установленных законодательством. Также в пределах своей компетенции:
- Выполняет Национальный План разведки и осуществляет соответствующую деятельность, под контролем Комитетов внешних связей и национальной обороны Государственного совета;
- Планирует и осуществляет действия, включая классификацию оных, связанных со сбором и анализом данных для надлежащего информирования Президента Республики
- Планирует и осуществляет защиту конфиденциальной информации, связанной с интересами безопасности государства и общества
- Анализирует факторы риска, внутренние и внешние, угрожающие конституционному строю
- Способствует развитию человеческих ресурсов и доктрины разведки, а также
- Развивает обучение и исследования, необходимые для осуществления и совершенствования разведывательной деятельности.

## Структура

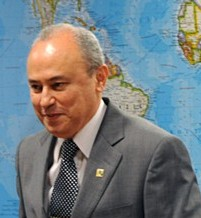
Генеральный директор ABIN Вильсон Роберту Трецца, 2008.

ABIN возглавляет Генеральный директор, которому подчинены 26 региональных руководителей, расположенных в штатах Бразилии.
В свою очередь, Директор ABIN подчиняется главе Министерства институциональной безопасности (Gabinete de Segurança Institucional da Presidência da República, GSI).
Контроль за деятельностью ABIN также осуществляет созданная Национальным Конгрессом Совместная комиссия по контролю за разведывательной деятельностью (Comissão Mista de Controle da Atividade de Inteligência, CCAI).

## Директора ABIN с 1999
- Ариэл Роша ди Кунту (1999—2000)
- Мариза Альмейда Дель`Изола и Диниш (2000—2004)
- Мауру Марсело де Дима и Сильва (2004—2005)
- Марсио Паулу Бузанелли (2005—2007)
- Паулу Фернанду да Коста Ласерда (2007—2008)
- Вильсон Роберту Трецца — с 2008.